# Historia est testis temporum, lux veritatis, vita memoriae, magistra vitae, nuntia vetustatis
Historia est testis temporum, lux veritatis, vita memoriae, magistra vitae, nuntia vetustatis. лат. (изговор:хсторија ест тестис темпорум, лукс веритатис, вита меморије, магистра вите, нунција ветустатис).  Историја је свједок времена, свјетлост истине, живот успомене, учитељица живота, весница старине. (Цицерон).

## Скраћена изрека
Уобичајен је скраћен облик ове изреке: (лат. historia est magistra vitae!) (изговор: хисторија ест магистра вите!)   Историја је учитељица живота!